# Chiesa di Tutti i Santi (Manningford)
La chiesa di Tutti i Santi (in inglese All Saints Church) è una chiesa sconsacrata anglicana che si trova a Manningford Bohune, villaggio nella parrocchia civile di Manningford, contea del Wiltshire nel Sud Ovest dell'Inghilterra, Regno Unito. L'ex luogo di culto risale al XIX secolo, rientrava nella diocesi di Salisbury ed è considerato un monumento classificato di seconda categoria per il suo particolare interesse storico e architettonico.

## Storia

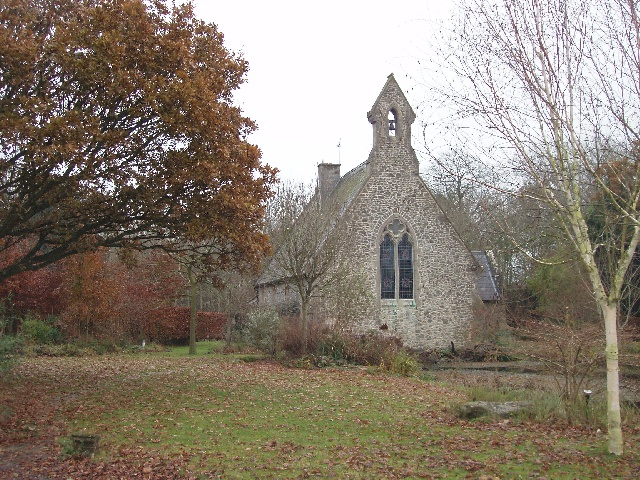
Ex luogo di culto a Manningford Bohune

La chiesa di Tutti i santi è un'ex chiesa che fu progettata da Whitley C. Clacy e venne edificata tra il 1858 e il 1959. Poco più di un secolo più tardi, nel 1973, venne sconsacrata e in seguito l'edificio fu utilizzato come una residenza privata.

## Descrizione
L'English Heritage ha inserito dal 4 giugno 1952 la chiesa di Tutti i Santi di Manningford Bohune, Manningford, tra gli edifici storici come monumento classificato di seconda categoria col numero 1033951.

### Esterni
La ex chiesa si trova a Manningford Bohune (Manningford) nel Wiltshire, Sud Ovest dell'Inghilterra, Regno Unito. La struttura mostra rivestimenti in pietra calcarea e tetto in ardesia. edificata secondo lo stile gotico inglese conserva il piccolo campanile a vela ed ha contrafforti ad angolo basso con due sfalsature. Sul frontone a est si mantiene la croce.

### Interni
Come proprietà privata non è visitabile. La navata interna è unica con copertura realizzata con travi a vista e divisa dalla parte presbiteriale.